# Орден Железного шлема
Орден Железного шлема (нем. Orden vom Eisernen Helm) — гессен-кассельский военный орден, учреждённый курфюрстом Вильгельмом I 18 марта 1814 года в память войны за освобождение от наполеоновских войск.
Знаком отличия служил чёрный окантованный серебром чугунный брабантский крест, с изображением открытого шлема в середине, по сторонам от которого стояли буквы «W.» и «K.», а под шлемом — «1814».
Статутом ордена был предусмотрен большой крест и кресты рыцарей (нем. Ritter) первого и второго классов. Рыцари носили кресты на красной с белыми краями ленте в петлице. Рыцари первого класса, помимо креста в петлице, носили крест на левой груди, а обладатели большого креста носили также крест на шее.